# M 2
Messier 2 (англ. M 2, NGC 7089, рус. Мессье 2) — шаровое звёздное скопление в созвездии Водолея. M 2 обладает диаметром около 175 св. лет, содержит около 150 000 звёзд и считается одним из самых насыщенных и компактных шаровых скоплений.

## История открытия
Было открыто Жаном Домиником Маральди 11 сентября 1746 года. Шарль Мессье независимо переоткрыл и занёс его в каталог как «туманность без звёзд» 14 лет спустя, 11 сентября 1760 года. Уильям Гершель был первым, кто выделил в нём звёзды.

## Наблюдения
Это шаровое скопление лучше наблюдать летом или в начале осени. Для его обнаружения (в виде округлого пятнышка с концентрацией яркости к центру) достаточно и полевого бинокля, а звёздная природа этого объекта становится видна при наблюдении в телескоп с апертурой от 150 мм и увеличениях 100х и более. Это одно из самых конденсированных шаровых скоплений, с ярким и плотным ядром.

### Соседи по небу из каталога Мессье
- M 15 — (к северу в Пегасе) более крупное и яркое шаровое скопление;
- M 72 и M 73 — (к юго-западу в Водолее) небольшое шаровое скопление и астеризм;
- M 30 — (на юг, в Козероге) шаровое скопление;
- M 55 — (на юго-запад, в Стрельце) большое и неплотное шаровое скопление;

### Последовательность в «Марафоне Мессье»
…M 75 → M 73 → M 2 → M 55 → M 30…

## Изображения
Гал.долгота 53,38° 

Гал.широта −35.78° 

Расстояние 33 000 св. лет